# Langensari (Kesesi)
Langensari is een bestuurslaag in het regentschap Pekalongan van de provincie Midden-Java, Indonesië. Langensari telt 2320 inwoners (volkstelling 2010).